# Élisabeth de France (1545-1568)
Pour les articles homonymes, voir Élisabeth de France.
Titre
Reine consort d'Espagne, de Naples et de Sicile
22 juin 1559 – 3 octobre 1568
(9 ans, 3 mois et 11 jours)
Élisabeth de France, également connue d'après son nom de reine d'Espagne comme Isabelle de Valois ou encore comme Isabel de La Paz (château de Fontainebleau,  2 avril 1546 – Madrid, 3 octobre 1568), fille de Henri II, roi de France, et de Catherine de Médicis, fut en tant qu'épouse de Philippe II d'Espagne, reine consort d'Espagne, de Sicile et de Naples, duchesse de Bourgogne, de Milan, de Brabant, de Luxembourg et de Limbourg, comtesse de Flandre, de Hainaut et comtesse palatine de Bourgogne.
Sous le nom d'Élisabeth de Valois, elle est un des personnages principaux du grand opéra Don Carlos de Giuseppe Verdi inspiré de la pièce de théâtre homonyme de Friedrich von Schiller.

## Biographie

### Enfance
Élisabeth est la première fille et le deuxième enfant du roi Henri II de France et de son épouse Catherine de Médicis. À sa naissance, portée dans ses bras par l'ambassadeur anglais Thomas Cheyney, son père était encore dauphin, et en conflit avec son propre père, François Ier. Dans ce contexte, Henri fit donner un bal à Fontainebleau à l’occasion de son baptême, le 4 juillet 1546. Il s'y montra sous le costume évocateur de Capitaine tenant le bâton de commandement, dessiné par Le Primatice (Nationalmuseum, Stockholm).
Élisabeth est baptisée dans la religion catholique et reçoit pour parrain le roi Henri VIII d'Angleterre[réf. nécessaire] (qui avait été également le parrain de son père), et pour marraines, Éléonore d'Autriche, seconde épouse de son grand-père François Ier, et la princesse de Viane Jeanne d'Albret (future reine de Navarre sous le nom de Jeanne III).
François Ier meurt l'année suivante et le père de la petite Élisabeth devient roi de France sous le nom de Henri II laissant le titre de dauphin à son fils aîné, François.
Élisabeth grandit à la cour des enfants de France au côté de la jeune reine d'Écosse Marie Stuart (fiancée du dauphin), dont elle partageait la chambre jusqu'au mariage de celle-ci en 1558, et de sa sœur cadette Claude qui épousera le duc Charles III de Lorraine, lui aussi élevé à la cour de France.
Très tôt, le mariage d'Élisabeth est un enjeu politique ; la jeune princesse est promise au roi Édouard VI d'Angleterre, mais le souverain meurt à l'âge de 16 ans en 1553 laissant le trône à sa demi-sœur Marie Ire d'Angleterre qui épouse le roi Philippe II d'Espagne, alors en guerre contre la France.

### Le mariage espagnol, gage de paix

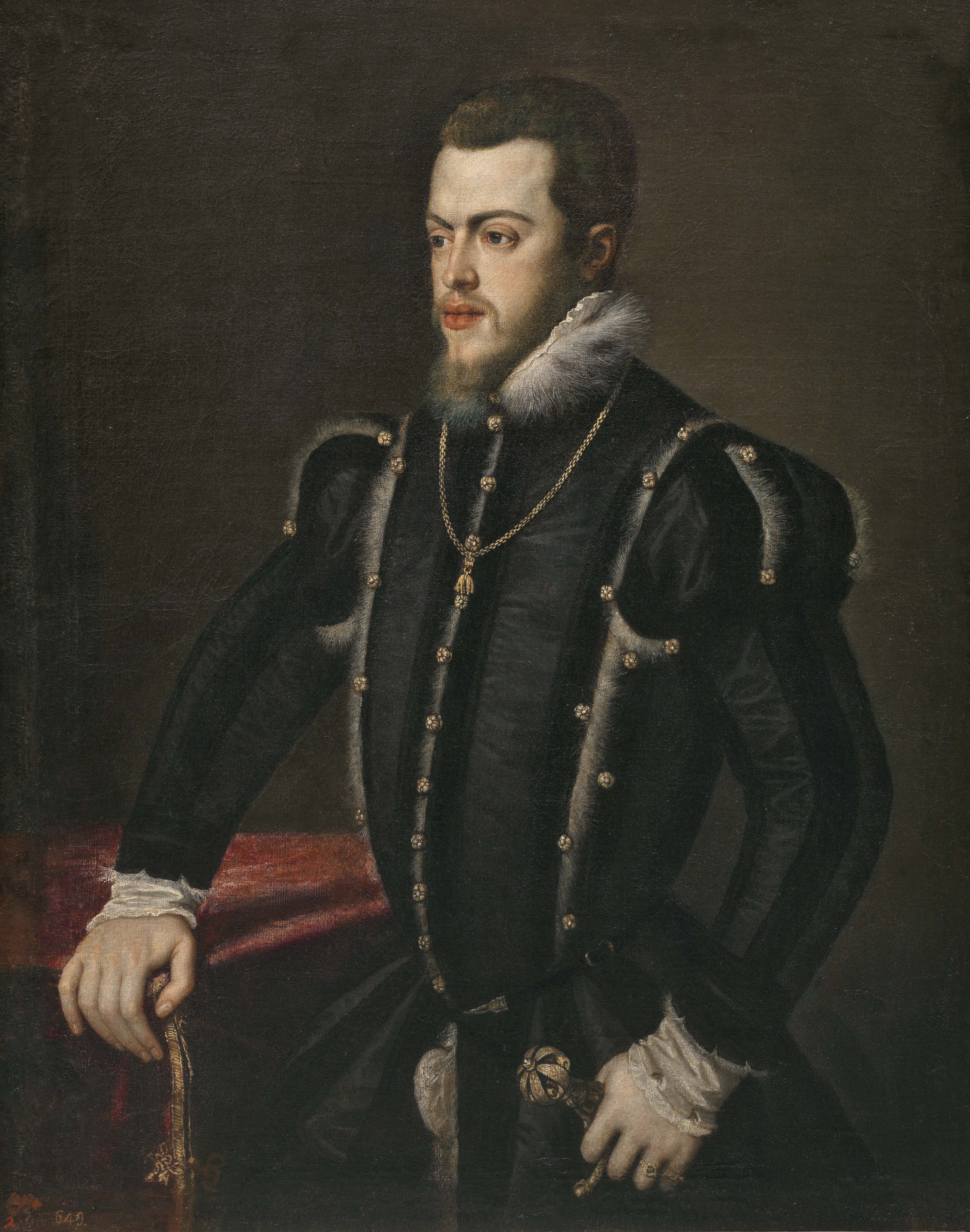
Le roi Philippe II d'Espagne portraituré par Titien, 1554.

Le traité du Cateau-Cambrésis entre l'Espagne et la France stipule que le mariage de la jeune Élisabeth et du roi Philippe II d'Espagne, devenu veuf, doit sceller la réconciliation des deux royaumes. Le roi avait plus du double de l'âge d’Élisabeth et l'avait demandée en mariage auparavant pour don Carlos, son fils unique issu de son premier mariage avec sa cousine germaine Marie-Manuelle de Portugal. Mais le jeune prince était par trop fragile psychologiquement pour pouvoir prendre épouse, et le roi, qui venait de perdre sa seconde épouse la reine Marie Ire d'Angleterre, s'était résolu à épouser lui-même la jeune princesse française.
Le mariage par procuration eut lieu à Notre-Dame de Paris le 22 juin 1559, le duc d'Albe représentant Philippe II, peu après le mariage de Claude, sœur cadette d'Élisabeth, avec le duc Charles III de Lorraine. Ce fut durant les festivités de son mariage que mourut tragiquement son père Henri II, victime d'un éclat de lance dans l'œil. 

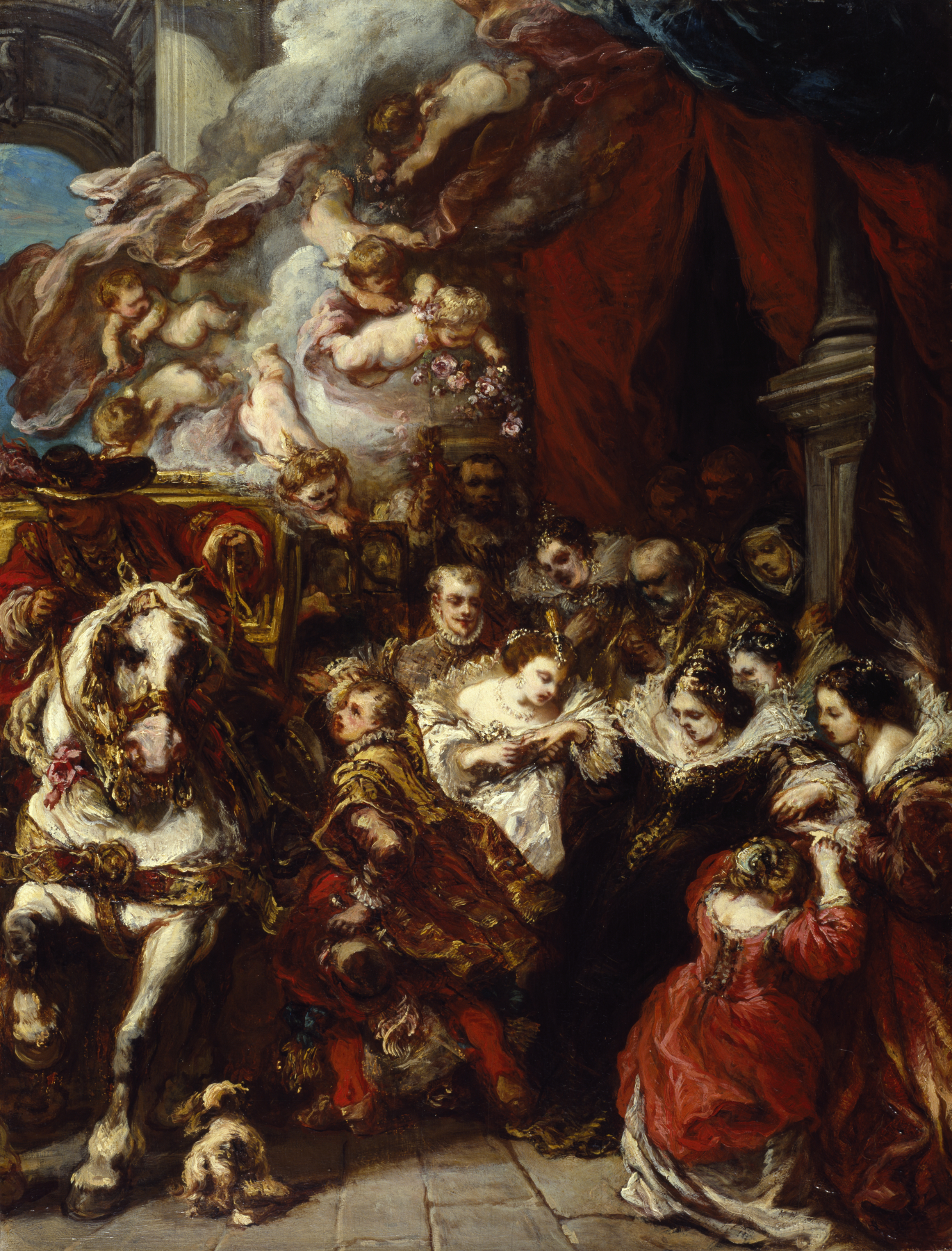
Le Départ d'Elisabeth de France pour l'Espagne
Eugène Isabey, après 1858
Walters Art Museum, Baltimore

La princesse n'étant pas nubile, son départ pour l'Espagne fut repoussé jusqu'au 18 novembre. Elle ne rencontra le roi que le 31 janvier 1560. Il se raconte que lors de cette première rencontre, Élisabeth aurait dévisagé longuement son mari et ce dernier lui aurait demandé avec humour : « Vous regardez si j'ai des cheveux blancs ? ». Le mariage — qui fut heureux — ne fut consommé que plus tard, en mai 1561, en raison du jeune âge de la mariée (quinze ans).
Lors du grand tour de France de Charles IX de 1564 à 1566 (un tour organisé par Catherine de Médicis pour son fils le jeune roi Charles IX afin de lui montrer son royaume et de rencontrer divers souverains étrangers), Élisabeth fut envoyée avec le duc d'Albe par son époux Philippe II à la rencontre de son frère Charles IX lors de l'entrevue de Bayonne. Sa mère, la régente Catherine, se serait écriée en la voyant : « Ma fille, vous êtes bien espagnole ! »

### Enfants

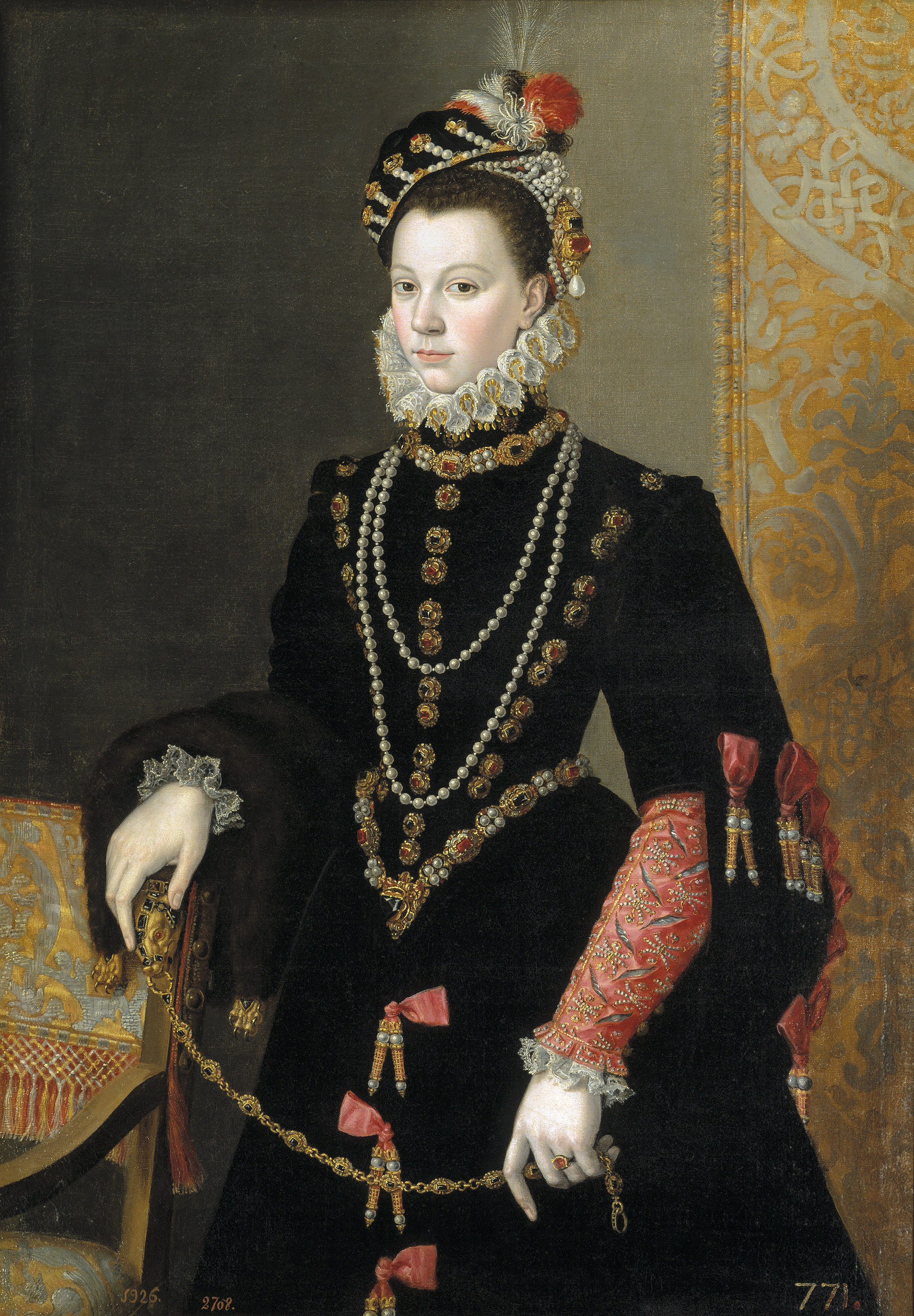
Élisabeth, reine d'Espagne
(tableau attribué à Juan Pantoja de la Cruz, 1565).

Élisabeth fit une fausse couche de jumelles en 1564 puis donna naissance à deux filles (en 1566 et 1567) et mourut alors qu'elle était enceinte de 5 mois (en 1568).
- Fausse couche de jumelles en 1564.
- Isabelle-Claire-Eugénie (Ségovie, 12 août 1566 – † Bruxelles, 1er décembre 1633). Mariée le 18 avril 1599 à l'archiduc Albert d'Autriche (1559 † 1621), elle fut gouverneur des Pays-Bas, comtesse de Bourgogne et comtesse de Charolais. À la mort d'Henri III en 1589, elle hérita des droits des Valois sur la Bretagne qui lui venaient de sa mère.
- Catherine-Michèle (Ségovie, 10 octobre 1567 – † Turin 6 novembre 1597), mariée en 1585 à Charles-Emmanuel Ier (1562 † 1630), duc de Savoie

Les deux filles survivantes d’Élisabeth et de Philippe furent très proches de leur père. L'aînée, Isabelle-Claire-Eugénie, fut pressentie pour monter sur le trône de France à la mort de son oncle, le roi Henri III, décédé sans héritiers mâles (1589). Lorsque la Ligue convoqua les états généraux en 1593, le portrait d'Isabelle-Claire-Eugénie avait été installé au milieu de l'assemblée des députés réunis dans la grande salle du palais du Louvre.

### Mort
Élisabeth mourut le 3 octobre 1568, six mois après son 22e anniversaire, alors qu'elle portait un fœtus de six mois de sexe féminin. Elle laissa son mari inconsolable. Le besoin d'avoir un héritier et de conforter les relations avec l'Empire amenèrent Philippe II à se remarier peu après avec l'archiduchesse Anne d'Autriche qui donna naissance au fils tant espéré pour lui succéder.

## Famille
- Parents, grands-parents et autres relations

Élisabeth de Valois était la fille du roi Henri II et de Catherine de Médicis, princesse florentine de l'importante famille Médicis. Elle était la petite-fille du roi François Ier et de la reine Claude de France. Ses grands-parents maternels étaient Laurent II de Médicis et Madeleine de La Tour d'Auvergne, princesse française. Sa grand-tante, la princesse Renée de France, avait épousé le duc Hercule II d'Este, fils de Lucrèce Borgia.
- Frères et sœurs

Élisabeth était la sœur des trois derniers rois de France de la dynastie Valois. Il s'agit de François II (1544-1560), Charles IX (1550-1574) et Henri III (1551-1589). François d'Alençon, duc d'Anjou, était également son frère cadet. Elle était aussi la sœur de Claude de France (1547-1575), duchesse de Lorraine, et de Marguerite de Valois, dite la reine Margot, reine de Navarre.
- Beaux-frères et belles-sœurs

Élisabeth avait comme beaux-frères Charles III de Lorraine (mari de Claude) et Henri de Navarre, futur Henri IV, premier roi de France de la dynastie Bourbon (mari de Marguerite). Ses belles-sœurs étaient Marie Stuart, reine d'Écosse (femme de François II), Élisabeth d'Autriche (femme de Charles) et Louise de Lorraine-Vaudémont (femme de Henri). Son frère cadet, François d'Alençon, avait pour projet d'épouser la reine Élisabeth Ire d'Angleterre mais le mariage n'eut jamais lieu.

## Sources imprimées
- Négociations, lettres et pièces diverses relatives au règne de François II, tirées du portefeuille de Sébastien de l'Aubespine, éveque de Limoges, Paris Louis, Paris, imprimerie royale, « Collection de documents inédits sur l’histoire de France », 1841.